# Eeli Aalto
Eeli Alvar Aalto (Viipuri, 6 febbraio 1931) è un pittore finlandese.

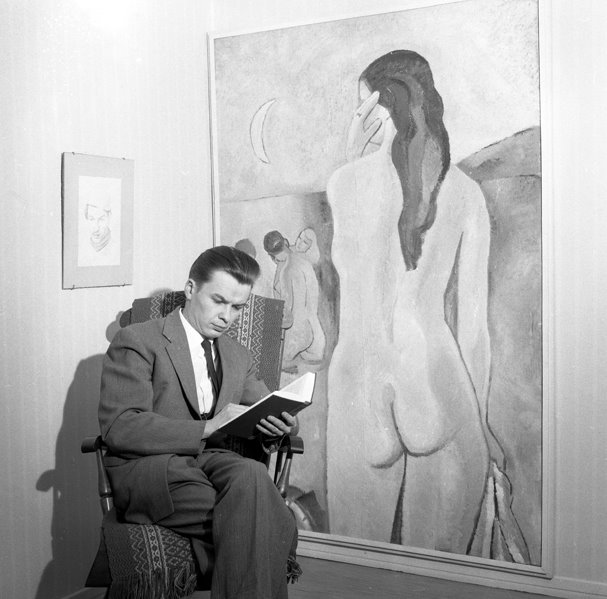
Eeli Aalto, 1960.

Durante la Guerra d'inverno, si trasferisce con i genitori prima a Liminka e poi a Oulu. A Liminka, venne introdotto a 10 anni al mondo dell'arte, con un dipinto di Vilho Lampi. Durante il periodo scolastico, il suo migliore amico era lo scrittore Paavo Rintala.
Ha studiato all'Accademia Finlandese di Belle Arti ad Helsinki fra il 1949 e il 1951 e all'Accademia André Lhoten di Parigi fra il 1952 e il 1953.
Ha lavorato agli affreschi delle chiese di Rovaniemi e di Varkaus. Continua dipingendo paesaggi e vedute della città, sperimentando l'astrattismo negli anni sessanta. Ha collaborato anche con varie istituzioni come l'Università di Oulu e il Museo d'arte cittadino di Oulu.
Ha un figlio, Simo, che è diventato un illusionista per bambini.